# Linea Sinbundang

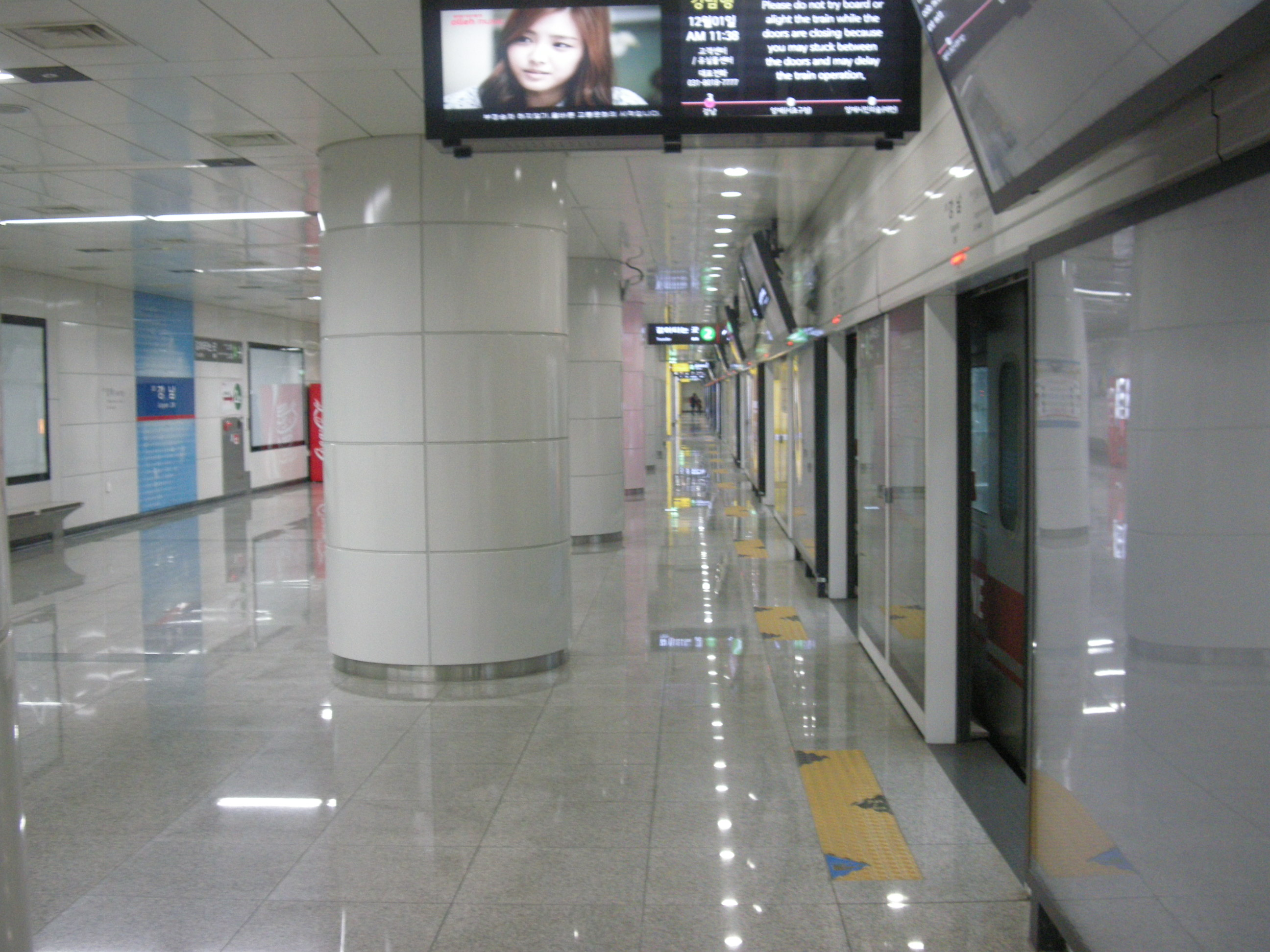
Vista della banchina alla stazione di Gangnam

La Linea Sinbundang (신분당선 - 新盆唐線, Sinbundang-seon ) è un servizio ferroviario suburbano, integrato con la metropolitana di Seul, che collega attualmente la zona residenziale di Bundang della città di Seongnam, con il quartiere di Gangnam a Seul, fino all'estensione al centro della città, che avverrà nel 2022. La linea è stata inaugurata il 29 ottobre 2011, e il costo del biglietto, qualsiasi sia la distanza percorsa, è di 1750 won, più alto rispetto ai 1100 won necessari per le altre linee della città.

## Caratteristiche
La linea Sinbundang è la quinta metropolitana al mondo completamente automatica, e la seconda in Corea del Sud, dopo la linea 4 della metropolitana di Busan I treni riescono a correre ai 90 km/h, rendendola quindi una metropolitana ad alta velocità, e i 17 km di lunghezza sono coperti in 16 minuti, contro i 35 minuti richiesti dagli autobus extraurbani che collegano gli stessi capolinea di Gangnam e Jeongja.

### Tecnologia e segnalamento
La linea utilizza un sistema di segnalamento allo stato dell'arte, denominato CBTC, che utilizza un sistema di trasmissione radio digitale fra due treni, un dispositivo posizionato sul lato del veicolo e una rete di computer ATS/ATO che garantiscono un'elevata sicurezza e risposta.
Il deposito della linea al momento è in comune con quello della Linea Suin-Bundang, e si trova a circa 1 km a sud della stazione di Jeongja.

## Storia

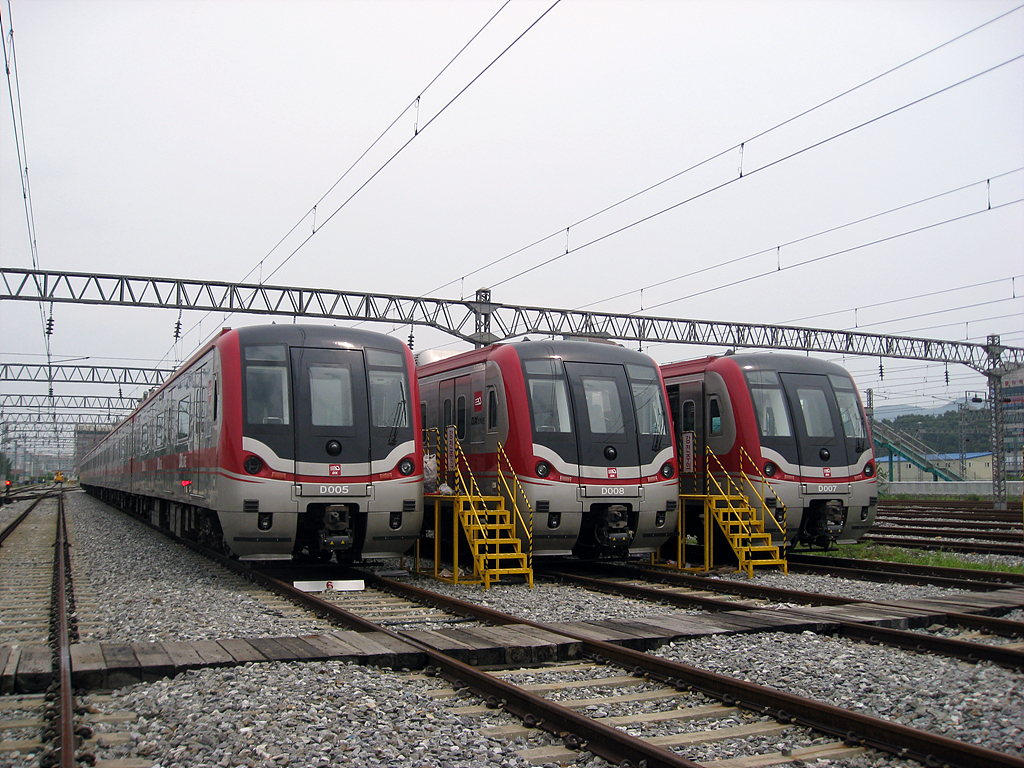
I treni della serie D000

Il segmento iniziale, la cui costruzione iniziò nel 2005 e venne completata nel 2011, unisce 6 stazioni, delle quali 3 offrono interscambi con altre linee (a Gangnam con la linea 2, a Yangjae con la linea 3 e a Jeongja con la Linea Suin-Bundang), ed è costato 1.169 trilioni di won.
La fase 2 ha aggiunto altre stazioni a sud, per un totale di altri 12,7 km di binari, fino alla stazione di Gwanggyo. L'apertura è avvenuta il 31 gennaio 2016 .

### Progetti in corso e futuri
La fase 3 prolungherà la linea di ulteriori 7,5 km verso nord, da Gangnam alla stazione di Yongsan, e lungo il percorso incrocerà diverse stazioni preesistenti su altre linee (linee 1m, 3, 7, 9 e Jungang), passando sotto il fiume Han attraverso un tunnel, che è stato completato nell'agosto 2009. Questa sezione costerà circa 400 miliardi di won.
Dopo questi progetti sono previste ulteriori fasi, anche se non ancora finanziate. Da Gwanggyo la linea continuerà per altri 11,1 km verso sud, fino a Homaesil, e ancora fino a Hyangnam, mentre a nord potrebbe proseguire da Yongsan e terminare nei pressi delle stazioni di Gwanghwamun o Gyeongbokgung, migliorando quindi il collegamento fra il centro della capitale e l'area di Gangnam. but resurfaced as a March 2012 campaign promise by Hong Sa-duk to expand the line near Gyeongbokgung Station]
Sono in corso anche analisi riguardo alla creazione di un interscambio presso Gwanggyo con la metropolitana leggera di Yongin.

## Servizi
I treni circolano dalle 5:30 alle 00:30, e passano mediamente ogni 150 secondi durante l'ora di punta e ogni 8 minuti nelle altre fasce orarie. I treni disponibili sono 12, di cui 6 sempre in servizio, con 312 coppie al giorno. La velocità massima è di 120 km/h, anche se quella media è di 90 km/h. Le banchine sono state progettate per ospitare treni da 10 carrozze, anche se per il momento tutti i treni dispongono di 6 carrozze.

## Stazioni

### Stazioni in uso
| Codice | Stazione Alfabeto        | Coreano Hangŭl | Coreano Hanja | Collegamenti        | Distanza interstazione | Distanza da Gangnam | Posizione | Posizione           |  |
| ------ | ------------------------ | -------------- | ------------- | ------------------- | ---------------------- | ------------------- | --------- | ------------------- |  |
|        |                          |                |               |                     |                        |                     |           |                     |  |
| D07    | Gangnam                  | 강남           | 江南          | Linea 2 (circolare) | -                      | 0,0                 | Seul      | Gangnam             |  |
| D08    | Yangjae                  | 양재           | 良才          | Linea 3             | 1,5                    | 1,5                 | Seul      | Seocho              |  |
| D09    | Yangjae Citizens' forest | 양재시민의숲   | 良才市民의숲  |                     | 1,6                    | 3,1                 | Seul      | Seocho              |  |
| D10    | Cheonggyesan-ipku        | 청계산입구     | 淸溪山入口    |                     | 2,9                    | 6,0                 | Seul      | Seocho              |  |
| D11    | Pangyo                   | 판교           | 板橋          | Linea Gyeonggang    | 8,2                    | 14,2                | Gyeonggi  | Seongnam Bundang-gu |  |
| D12    | Jeongja                  | 정자           | 亭子          | Linea Suin-Bundang  | 3,1                    | 17,3                | Gyeonggi  | Seongnam Bundang-gu |  |
| D13    | Migeum                   | 미금           | 美金          | Linea Suin-Bundang  | 1,9                    | 19,2                | Gyeonggi  | Seongnam Bundang-gu |  |
| D14    | Dongcheon                | 동천           | 東川          |                     | 3,5                    | 28,3                | Gyeonggi  | Yongin Suji-gu      |  |
| D15    | Suji-gucheong            | 수지구청       | 水枝區廳      |                     | 2,1                    | 30,4                | Gyeonggi  | Yongin Suji-gu      |  |
| D16    | Seongbok                 | 성복           | 星福          |                     | 1,7                    | 32,1                | Gyeonggi  | Yongin Suji-gu      |  |
| D17    | Sanghyeon                | 상현           | 上峴          |                     | 2,1                    | 34,2                | Gyeonggi  | Suwon Yeongtong-gu  |  |
| D18    | Gwanggyo Jungang         | 광교중앙       | 光教中央      |                     | 2,4                    | 36,6                | Gyeonggi  | Suwon Yeongtong-gu  |  |
| D19    | Gwanggyo                 | 광교           | 光教          |                     | 1,9                    | 38,5                | Gyeonggi  | Suwon Yeongtong-gu  |  |

### Stazioni della terza fase
| Codice | Apertura prevista | Stazione Alfabeto | Coreano Hangŭl | Coreano Hanja  | Collegamenti                                     | Distanza interstazione | Distanza totale | Posizione | Posizione |  |
| ------ | ----------------- | ----------------- | -------------- | -------------- | ------------------------------------------------ | ---------------------- | --------------- | --------- | --------- |  |
|        |                   |                   |                |                |                                                  |                        |                 |           |           |  |
| D01    | 2027              | Yongsan           | 용산           | 龍山           | Linea 1 Linea Gyeongui-Jungang ■ Linea KTX Honam | 0,0                    | 0,0             | Seul      | Yongsan   |  |
| D02    | 2027              | Museo Nazionale   | 국립중앙박물관 | 國立中央博物館 | Linea 4 Linea Gyeongui-Jungang (Ichon)           |                        |                 | Seul      | Yongsan   |  |
| D03    | 2027              | Dongbinggo        | 동빙고         | 東氷庫         | Linea Gyeongui-Jungang (Seobinggo)               |                        |                 | Seul      | Yongsan   |  |
| D04    | 2022              | Sinsa             | 신사           | 新沙           | Linea 3                                          |                        |                 | Seul      | Gangnam   |  |
| D05    | 2022              | Nonhyeon          | 논현           | 論峴           | Linea 7                                          |                        |                 | Seul      | Gangnam   |  |
| D06    | 2022              | Sinnonhyeon       | 신논현         | 新論峴         | Linea 9                                          |                        |                 | Seul      | Gangnam   |  |
| D07    | 2022              | Gangnam           | 강남           | 江南           | Linea 2 (circolare)                              |                        |                 | Seul      | Gangnam   |  |